# Yvoire
Yvoire là một xã của tỉnh Haute-Savoie thuộc vùng Auvergne-Rhône-Alpes đông nam nước Pháp.